# Marcus Giamatti
Marcus Bartlett Giamatti (dʒiəˈmɑːti; * 3. Oktober 1961 in New Haven, Connecticut) ist ein US-amerikanischer Schauspieler, der überwiegend in Fernsehserien auftritt.
Bekannt wurde er durch seine Rolle Peter Gray als ein reguläres Mitglied der Besetzung der CBS-Drama-Serie Für alle Fälle Amy.

## Leben
Giamatti ist der Sohn von Toni Marilyn (geborene Smith) und des ehemaligen Präsidenten der Yale University und Major League Baseball Commissioners Angelo „Bart“ Bartlett Giamatti. Sein jüngerer Bruder ist der Oscar-nominierte Schauspieler Paul Giamatti.
Er besuchte die Foote School, die Hopkins School und das Bowdoin College in Brunswick, Maine, wo er Mitglied der Delta-Kappa-Epsilon-Bruderschaft war. Schließlich studierte er an der Yale University in New Haven, Connecticut. Als Absolvent der Yale School of Drama erhielt er den Carole Dye Award for Excellence in Acting.
Giamatti begann seine Karriere in der Soapopera Liebe, Lüge, Leidenschaft, ist aber wahrscheinlich am bekanntesten für seine regelmäßige Rolle in der CBS-Drama-Serie Für alle Fälle Amy, wo er die Hauptfigur Peter Gray im Laufe von sechs Staffeln der Serie spielte.
Er hatte auch Gastrollen in einer Reihe von populären Serien wie Akte X, Homicide, Monk, The Mentalist und Dr. House.
Seltener hatte er Filmrollen wie in Mr. & Mrs. Bridge, Armadillo Bears – Ein total chaotischer Haufen, und dem biografischen Fernsehfilm Die Silicon Valley Story.
Giamatti ist ein versierter Musiker, er spielt Bassgitarre in verschiedenen Bands in Los Angeles, einschließlich der Alternative-Folk-Rock-Gruppe Olivea und der Jam-Band Rebel Soul.
Giamatti warf den zeremoniellen ersten Pitch der 1989er World-Series-Eröffnung als Respekt für seinen kurz vorher verstorbenen Vater in Oakland, Kalifornien.
In jüngerer Zeit war er als Gast in Staffel 3 der Serie Fringe – Grenzfälle des FBI und in der letzten Staffel von The Closer zu sehen. 2007 spielte er den Onkel Lou in dem Drama On the Doll. 2012 trat er in einer relevanten Nebenrolle in der Serie Common Law auf. Ebenso hatte er Gastrollen in Serien wie Revenge, Bones – Die Knochenjägerin und Navy CIS: L.A.
Giamatti ist mit der Schauspielerin Kathryn Meisle verheiratet.

## Filmografie (Auswahl)
- 1986: Springfield Story (Fernsehserie, 1 Episode)
- 1990: Mr. And Mrs. Bridge
- 1991: Aftermath: A Test of Love
- 1992: Zurück in die Vergangenheit (Quantum Leap Fernsehserie, Episode 4x17)
- 1992–1993: Küss mich, Kleiner! (Flying Blind, Fernsehserie, 22 Episoden)
- 1994: 3 Ninjas – Kick Back (3 Ninjas Kick Back)
- 1994: Jimmy Hollywood
- 1997: Path to Paradise: The Untold Story of the World Trade Center Bombing
- 1999: Judy Berlin
- 1999: Pirates of Silicon Valley
- 1999–2005: Für alle Fälle Amy (Judging Amy, Fernsehserie, 138 Episoden)
- 2000: Hamlet
- 2001: The Business of Strangers
- 2002: Akte X – Die unheimlichen Fälle des FBI (The X-Files, Fernsehserie, Episode 9x15)
- 2005: Criminal Minds (Fernsehserie, Episode 1x06)
- 2007: Crossing Jordan – Pathologin mit Profil (Crossing Jordan, Fernsehserie, Episode 6x06)
- 2007: On the Doll
- 2008: Life (Fernsehserie, Episode 2x09)
- 2009: The Mentalist (Fernsehserie, Episode 1x19)
- 2009: Monk (Fernsehserie, Episode 7x12)
- 2009: Dr. House (House M.D., Fernsehserie, Episode 6x07)
- 2010: Navy CIS (Fernsehserie, Episode 7x11)
- 2010: Lie to Me (Fernsehserie, Episode 2x21)
- 2010: Fringe – Grenzfälle des FBI (Fringe, Fernsehserie, Episode 3x04)
- 2011: CSI: Miami (Fernsehserie, Episode 9x15)
- 2011: The Closer (Fernsehserie, Episode 7x04)
- 2012: Common Law (Fernsehserie, Episode 1x02)
- 2012: Vegas (Fernsehserie, Episode 1x03)
- 2012–2013: Navy CIS: L.A. (Fernsehserie, 2 Episoden)
- 2014: Bones – Die Knochenjägerin (Bones, Fernsehserie, Episode 9x14)
- 2014: Perception (Fernsehserie, Episode 2x11)
- 2014: Meine Freundin Ana (Thinspiration)
- 2015: The Exes (Fernsehserie, Episode 4x15)
- 2015–2016: CSI: Cyber (Fernsehserie, 3 Episoden)
- 2016: Chicago P.D. (Fernsehserie, Episode 4x05)
- 2019: S.W.A.T. (Fernsehserie, Episode 1x04)